# Когуюхлор
Когуюхлор (также Когу-Юх-Лор, Корынглор) — озеро на севере Сургутского района Ханты-Мансийского автономного округа Тюменской области, расположенное в 29 километрах к юго-западу от деревни Русскинской. Узкой и короткой протокой соединено с озером Тапъяун-Лор, из которого вытекает река Тапъяун. Длина озера равна 7,3 километра, ширина достигает 6,9 километра в западной части. Площадь поверхности — 15 км². Площадь бассейна — 82,6 км². Расположено на высоте 77 метров над уровнем моря.
Озеро находится в труднодоступной местности. Имеет близкую к треугольной форму. Берега сильно заболочены, острова отсутствуют. Рядом расположено большое число небольших озёр, а также крупные: Нантлор на северо-западе и Сыхтымлор на юге.
Когуюхлор располагается в районе нефтедобычи, его территория входит в Южно-Конитлорское нефтяное месторождение, открытое в 1987 году и эксплуатируемое ПАО «Сургутнефтегаз» с 30 января 2014 г.